# Kanton Oberland

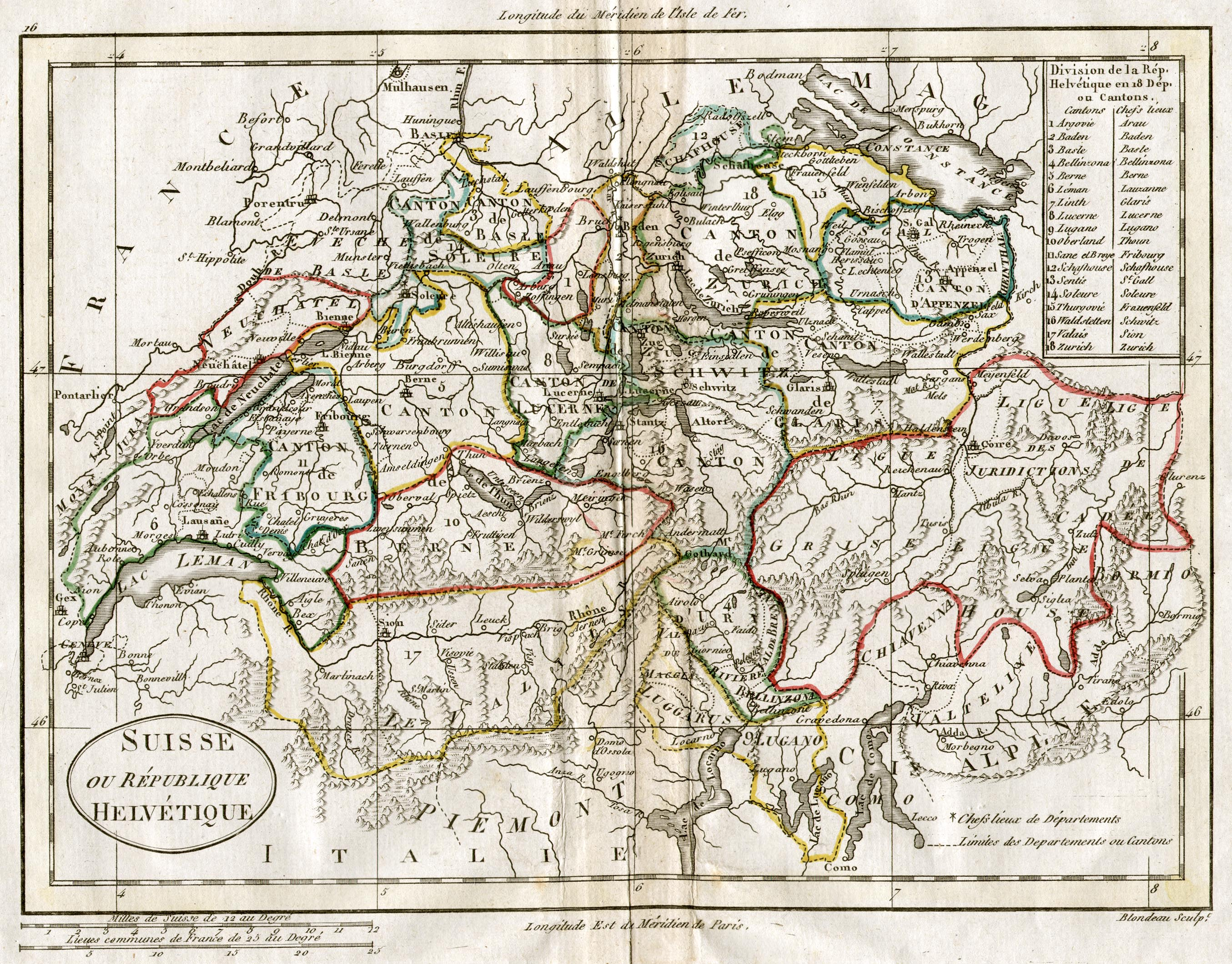
Zeitgenössische Karte der Helvetischen Republik und ihrer Kantone 1798

Der Kanton Oberland war ein Schweizer Kanton, der zur Zeit der Helvetischen Republik (1798 bis 1803) existierte und das Gebiet des Berner Oberlandes umfasste.

## Geschichte
Nach dem Einmarsch französischer Truppen am 6. März 1798 zerbrach die alte, am Berner Patriziat orientierte Ordnung im Kanton Bern, und von seinem Territorium wurden in der Folge die Waadt, das Berner Oberland und der Unteraargau abgetrennt. Das Berner Oberland spielte sowohl beim Einmarsch der französischen Truppen unter General Guillaume Marie Anne Brune wie auch bei der Neukonstituierung von Staatlichkeit im Regionalen und Nationalen ebenso bedeutende wie ambivalente Rollen.
Die Bruchstellen gemahnen dabei an die Reformation in den 1520er Jahren, aber unter umgekehrten Vorzeichen: Konservative Talschaften wie das Oberhasli oder das Frutigland, als Transitachsen an Alpenpässen einst dem Kaiser verpflichtet, mit einem entsprechenden Adler im Wappen und steuerlich privilegiert, hatten die Reformation der Berner Obrigkeit ähnlich vehement bekämpft wie sie jetzt Napoleons Neuerungen ablehnten und zu Bern standen.
Demgegenüber standen progressive Handelsplätze und Zentren wie Brienz, Thun oder das Bödeli um die Habsburger-Gründung Unterseen, die einst die Berner Reformation mitgetragen hatten, aber jetzt die Loslösung von Bern befürworteten.
Bezeichnend zeigte sich die Ambivalenz des Berner Oberlandes bereits beim Einmarsch der Franzosen: hier Truppen aus dem Berner Oberland, die unter General Karl Ludwig Reichsgraf von Erlach mit dem Böniger Hauptmann Christian Michel die alte Ordnung mit der Waffe verteidigen; dort ebendiese Truppen, die beim Rückzug vor den Franzosen in der Nacht vom 3. auf den 4. März 1798 in Wichtrach ihren General von Erlach töten – gegen den Widerstand von Hauptmann Michel, der kurz vor seinem Tod schriftlich Rechenschaft ablegte, die Täterschaft jedoch nicht nennen konnte.
Die Ambivalenz des Berner Oberlandes prägte den gleichnamigen "Canton" während seiner gesamten kurzen Existenz: von der Errichtung der Rhodanischen Republik durch General Brune am 16. März 1798, als erstmals vom Canton Berner Oberland die Rede ist, über den Stecklikrieg im Herbst 1802, als sich Anhänger der alten Ordnung, vorab repräsentiert durch Berner und Innerschweizer Patrizier, und Befürworter der neuen Ordnung, zu denen helvetische Truppen gehören, zwischen Thun und Brünig keine Schlachten liefern, aber bewaffnete Aufmärsche und Rückzüge, bis zum Ende des Kantons am 19. Februar 1803, als mit der Mediationsakte Bern das Berner Oberland wieder erhielt, nicht jedoch die Waadt und den Unteraargau.
Auf der einen Seite standen im Oberland die sogenannten Patrioten, die in allen Tälern und Zentren vertreten waren, jedoch vorab auf dem Bödeli, in Brienz, im Niedersimmental und in Thun klare Mehrheiten hatten und die Neuerungen Napoleons begrüssten – vorab Gewerbefreiheit, demokratischere Wahlrechte und mehr Gleichheit in Steuerfragen. Diese Anliegen wurden letztlich erst mit der Gründung des Schweizerischen Bundesstaates und den darauffolgenden Verfassungsrevisionen ab der Mitte des 19. Jahrhunderts umgesetzt – im Hin und Her zwischen 1798 und dem Wiener Kongress 1815 standen die Patrioten im Berner Oberland und darüber hinaus auf der Verliererseite.
Auf der anderen Seite der Gewinner standen auch im Berner Oberland die Anhänger der alten Berner Ordnung: Sie rekrutierten sich namentlich aus der regionalen Beamtenschaft, dem Militär, eingesessenen Gewerbetreibenden etwa von Transport und Gastgewerbe sowie lokalen Eliten mit steuerlichen Privilegien – das Saanenland etwa, das bereits den Grafen von Greyerz viele Rechte abgekauft hatte und sie unter bernischer Herrschaft behielt, hielt in der Helvetik still.
Zwar sollte es dem Berner Patriziat trotz Unspunnenfest, einem professionellen Spitzelwesen und massiver Repression nicht gelingen, zwei Hauptziele der Revision zu erreichen: die Rückkehr der Waadt und des Aargaus heim ins bernische Reich.
Doch der Canton Oberland war bereits im April 1803 Geschichte, und das nicht nur aufgrund der Aktivitäten der Stadt Bern und ihrer Anhängerschaft: Das Berner Oberland, das bereits 1348, 1445 und 1528 Eigenständigkeit konkret diskutiert hatte, schaffte es als Staat nicht, sich ordentlich zu konstituieren. Wie namentlich Udo Robé in seinen Untersuchungen zu den wechselseitigen Beziehungen von Oberland und Stadt Bern umfassend dargelegt hat, fehlte es dem Canton Berner Oberland an kompetenten Kräften zur Organisation und Verwaltung eines Staatswesens.
Auch hier Ambivalenz: zum einen hochentwickelte politische Ansprüche und Konzepte, die von den helvetischen Räten in der Hauptstadt Aarau wohlwollend zur Kenntnis genommen werden, zum anderen ein bisweilen anarchistischer und gewalttätiger Mob mit vielfältigsten Motiven – vom teilweise endemischen Freveln von Holz unter ökonomischem Druck bis zum Begleichen lokalpolitischer Rechnungen.
1801 war in der Verfassung von Malmaison vorgesehen, dass das Oberland wieder zum Kanton Bern gehören sollte. Die beiden folgenden Jahre waren allerdings von Wirren und Staatsstreichen geprägt und die Ordnung der Helvetik brach praktisch ganz zusammen. Die Mediationsakte von 1803 brachte die definitive Wiedervereinigung des Oberlandes mit dem Kanton Bern.

## Gliederung
Der Regierungshauptsitz befand sich in Thun.
Der Kanton war in zehn Distrikte unterteilt (Hauptorte in Klammern, falls vom Distriktnamen abweichend):
- Saanen
- Ober-Simmental (Zweisimmen)
- Nieder-Simmental (Erlenbach)
- Frutigen
- Aeschi
- Thun
- Unterseen
- Interlaken (Wilderswil)
- Brienz
- Oberhasli (Meiringen)